# Studien zur unteritalischen Vasenmalerei
Die Studien zur unteritalischen Vasenmalerei sind eine wissenschaftliche Buchreihe des klassischen Archäologen Konrad Schauenburg (1921–2011).
In den Studien zur unteritalischen Vasenmalerei beschäftigt sich Konrad Schauenburg mit verschiedenen Werken der unteritalischen Vasenmalerei – der apulischen, kampanischen, lukanischen, sizilianischen und paestanischen Vasenmalerei. Er präsentiert hier Vasen vor allem aus Privatsammlungen, aber auch unveröffentlichte Stücke aus musealen Sammlungen. Die Bücher sind sowohl für Fachwissenschaftler als auch für interessierte Laien gedacht, setzen aber etwas Vorwissen voraus. Neben den unteritalischen Gefäßen zieht er auch immer wieder Vergleichsstücke aus der attischen Vasenmalerei heran, der bislang letzte Band ist der attischen Vasenmalerei gewidmet.
Die Bücher erschienen alle im Kieler Verlag Ludwig. Zwischen 1999 und 2010 sind 14 Bände erschienen, die sich auf zehn Bücher verteilten. Ein Teil der Bücher sind Doppelbände. Neben Schauenburg hat auch Olaf Höckmann vereinzelte Beiträge verfasst. Die Bücher sind entweder nach Vasenformen, Motivformen oder den einzelnen regionalen Stilen unterteilt. Erschlossen werden sie jeweils über einen Sach- und Künstlerindex. Gut die Hälfte der einzelnen Bücher ist für den Bildteil reserviert. Der Großteil der Bilder wird in Schwarz-Weiß präsentiert, ein kleiner Teil der Bilder wird farbig wiedergegeben.
| Jahr | Band     | Anmerkungen | ISBN                   |
| ---- | -------- | --- | ---------------------- |
| 1999 | I        | | ISBN 3-933598-05-2     |
| 2000 | II       | Untersuchungen zur Vorlage einer neuen Vaseninschrift, Forschungen zu großgriechischen Jenseitsvorstellungen in Verbindung mit dem Totenkult, Studien zum Iliupersismaler und zum Lykurgosmaler | ISBN 3-933598-11-7     |
| 2001 | III      | Untersuchungen unter anderen zu Eulendarstellungen, Vasen mit aufgesetzter Bemalung und Oinochoen der Gruppe I und VIII B                                                                       | ISBN 3-933598-12-5     |
| 2002 | IV/V     | | ISBN 3-933598-20-6     |
| 2003 | VI       | | ISBN 3-933598-82-6     |
| 2005 | VII/VIII | | ISBN 3-933598-99-0     |
| 2006 | IX/X     | präsentiert werden vor allem Vasen aus Attika, Kampanien, Apulien und Pästum, daneben ein Krater aus Lukanien; thematisch werden besonders Vasen mit Jenseitsdarstellungen behandelt            | ISBN 3-937719-40-7     |
| 2008 | XI/XII   | Studien zur attischen Vasenmalerei, daneben vor allem Vasen aus Apulien, Kampanien und Paestum; Studien zur Darstellung des bogenschießenden Eros in der unteritalischen Malerei                | ISBN 978-3-937719-71-9 |
| 2010 | XIII     | | ISBN 978-3-937719-88-7 |
| 2010 | XIV      | | ISBN 978-3-86935-057-8 |